# Hakenbussard
Der Hakenbussard (Helicolestes hamatus), früher auch als Hakenweih oder Waldschneckenmilan bezeichnet, ist eine in der Neotropis heimische Greifvogel-Art aus der Familie der Habichtartigen (Accipitridae). Er ist die einzige Art der Gattung Helicolestes.

## Beschreibung
Der Hakenbussard ist 35 bis 41 Zentimeter lang, wobei die Weibchen um etwa 2 % größer sind als die Männchen. Er hat eine Spannweite von 80 bis 90 Zentimeter und eine Schwanzlänge von 11 bis 14 Zentimeter. Die Flügellänge beträgt 265 bis 284 Millimeter beim Männchen und 272 bis 288 Millimeter beim Weibchen. Der Lauf ist 41 bis 46 Millimeter lang und der Schnabel misst 29 bis 35 Millimeter. Männchen wiegen 377 bis 448 Gramm, Weibchen sind mit 367 bis 485 Gramm etwas schwerer. Das Gefieder der erwachsenen Vögel beider Geschlechter ist einfarbig dunkel schiefergrau. Die Flügel sind relativ kurz und an den Enden gerundet. Das Schwanzende ist gerade. Die Iris ist gelblichweiß. Wachshaut und Beine sind orange, zwischen Auge und Schnabelbasis ist ein unbefiederter Bereich ebenfalls leuchtend orangerot.
Die Jungvögel sehen den Erwachsenen recht ähnlich. Sie sind jedoch etwas heller grau und die Schulter-, Flügel- und Unterschwanzdecken haben schmutzig rötlichbraune bis cremefarbene Säume. Außerdem zeigen die Schwanzfedern zwei weiße Binden und einen weißen Endsaum.
Der Hakenbussard ist durch einen sehr langen, dünnen und sichelförmig gebogenen Oberschnabel charakterisiert, mit dem die Hauptnahrung – Schnecken aus der Familie der Apfelschnecken – aus dem Gehäuse geholt wird.

## Verbreitung und Lebensraum
Der Hakenbussard kommt von Panama, Kolumbien, Venezuela, Französisch-Guayana, Ecuador, Bolivien, Surinam bis nach Brasilien vor. Sein Lebensraum sind Waldsümpfe, flache Lagunen, Überschwemmungsgebiete von Meeresspiegelhöhe bis 750 m. In Surinam ist er gelegentlich in Plantagen anzutreffen.

## Taxonomie
Der Hakenbussard wurde bis 2006 häufig in die Gattung Rostrhamus gestellt. Nach einer taxonomischen Diskussion wurde die Gattung Rostrhamus 2006 in die beiden monotypischen Gattungen Rostrhamus (Schneckenbussard) und Helicolestes gesplittet. Der Hakenbussard wurde 1821 von Coenraad Jacob Temminck beschrieben und 1874 von Richard Bowdler Sharpe der Gattung Rostrhamus zugeordnet. 1918 stellten ihn die Ornithologen Outram Bangs und Thomas Edward Penard in die neue Gattung Helicolestes. 1964 löste der amerikanische Ornithologe Dean Amadon die Gattung Helicolestes auf und stellte den Hakenbussard wieder in die Gattung Rostrhamus. Aufgrund erheblicher Unterschiede zwischen den beiden Arten kam es aber immer wieder zu Kritik an Amadons Revision. Beispielsweise hat der Hakenbussard einen schnell flatternden Flügelschlag, während der Schneckenbussard langsam fliegt. Der Schneckenbussard ist ein geselliger Vogel, der in Kolonien von bis zu 100 Paaren brütet, der Hakenbussard lebt einzeln oder paarweise. Diese Kritikpunkte wurden dem South American Classification Committee der American Ornithologists’ Union vorgelegt, die den Hakenbussard 2006 zurück in die Gattung Helicolestes stellte.